# Лисичанск (станция)
Лисича́нск (укр. Лисичанськ) — пассажирская и грузовая железнодорожная станция города Лисичанск. Относится к Луганскому отделению Донецкой железной дороги. Линия не электрифицирована. Участок железной дороги двухпутный. Через станцию ходят как грузовые, так и пассажирские поезда. При этом на станции делают остановку все пригородные поезда, а для поездов дальнего следования в данный момент станция является конечной или начальной. Станция так же обслуживает пассажиров города Северодонецк, в 4 км от которого она находится.

## История

### Ранняя история станции
История железнодорожной станции тесно связана со строительством большого количества промышленных предприятий в городе Лисичанск. В городе возникла проблема доставки продукции в другие регионы государства, в связи с чем и было решено строить железную дорогу в данном регионе. Более того, одним из тех, кто призывал к строительству железной дороги в Лисичанске, был Дмитрий Менделеев.
Станция Лисичанск была открыта 3 мая 1879 года вместе с двухпутной железнодорожной веткой Лисичанск — Попасная. Сразу же после открытия на станцию прибыл первый грузовой поезд, а затем — и первый пассажирский протяженностью 39,9 версты. Этот участок, как и вся тогдашняя Донецкая каменноугольная железная дорога, был построен акционерным обществом «Донецкая дорога», владельцем которого был русский промышленник и меценат Савва Иванович Мамонтов.
Однако при этом станция являлась тупиковой, что привело к тому, что эксплуатационные затраты на содержание участка Лисичанск — Попасная были гораздо выше, чем прибыль от перевозок.
Но уже 17 декабря 1895 года был открыт второй участок — Лисичанск — Купянск, что позволило связать станцию и город со многими крупными городами Российской империи. На момент открытия участок был однопутным, но уже в 1903 году был проложен второй путь. Сразу же после открытия участка количество грузовых и пассажирских перевозок резко возросло, и уже в 1909 году грузооборот станции составлял более 7 миллионов пудов.
Для обслуживания движения поездов на территории станции было построено резервное паровозное депо, рассчитанное на два паровоза.
Изначально планировалось, чтобы станция Лисичанск была узловой, а не промежуточной. Существовал проект, согласно которому планировалось построить ещё один участок Лисичанск — Старобельск и тем самым связать город с северной частью области, однако проект пришлось отложить в связи с началом Первой мировой войны. Тем не менее, этот проект не удалось реализовать до сих пор.
В 1961 году было построено современное здание вокзала площадью 800 квадратных метров.
Особо активное движение поездов по станции наблюдалось в период 70-х — 80-х годов XX столетия. В связи с этим появился ещё один проект — электрификация участка Сватово — Попасная, который впоследствии также оказался неосуществлённым.
По состоянию на конец 80-х годов XX века, согласно расписанию, через станцию следовало ежедневно два поезда сообщением Донецк — Москва (в дни повышенного спроса мог назначаться и третий ежедневный рейс, а также поезда сообщением Луганск — Сумы и Мариуполь — Минск. В летний период также через станцию проходили транзитные поезда в Крым из Уфы, Челябинска, Самары, Ярославля, а также других российских городов.

### История станции после обретения Украиной независимости
После распада СССР начались массовые отмены пригородных поездов по всей Донецкой железной дороге. В связи с этим количество пригородных поездов, следовавших через станцию, значительно уменьшилось.
Между тем, начиная с 1998 года через станцию стали следовать поезда в столицу Украины — до станции Киев-Пассажирский, что в дальнейшем существенно увеличило пассажиропоток через станцию.
Учитывая, что проект электрификации станции остался неосуществленным, «Укрзализныця» неоднократно планировала отменить движение пассажирских поездов дальнего следования через станцию (последний раз — в 2012 году), и перенаправить их в объезд по электрифицированным линиям. Чего, однако, не случилось.
При этом «Укрзализныця» уделяла внимание станции, поэтому в 2009 году был произведён ремонт вокзала станции, а также платформы возле первого пути. В итоге здание вокзала заметно улучшилось, а вместо старой асфальтной платформы была уложена новая, из тротуарной плитки.
В 2012 году на станции был разобран четвёртый путь, а вместо него была проложена новая боковая платформа к третьему пути — более широкая, чем старая, и также из тротуарной плитки, но менее удобная для пассажиров. Старая островная платформа была разобрана, и продолжает лежать в разобранном виде до сих пор.

### Станция после возникновения боевых действий на востоке Украины
Боевые действия, происходящие на востоке Украины с весны 2014 года, не могли не повлиять на работу станции. Начиная с 22 мая 2014 года «Укрзализныця» закрыла движение поездов на участке Сватово — Лисичанск в связи с блокировкой железнодорожного моста на 942-м километре перегона Насветевич — Рубежное. При этом пригородные поезда были отменены, а пассажирские поезда дальнего следования изменили маршрут и ехали в объезд станции. 5 июня 2014 года вышеуказанный железнодорожный мост был взорван.
Постепенно ситуация в городе начала стабилизироваться, но восстановить пассажирское сообщение из-за взорванного моста было невозможно. Но, учитывая потребность местных жителей в железнодорожном сообщении, «Укрзализныця» 6 сентября 2014 года за свой счёт начала ремонт моста. Через несколько недель, 23 сентября ремонт моста был завершен, и уже на следующий день после длительного перерыва на станцию вновь прибыл первый пригородный поезд — и пригородное движение было восстановлено до станции Сватово и станции Венгеровка.
Возобновление движения пассажирских поездов дальнего следования через станцию изначально не планировалось. Тем не менее, оно всё же было возобновлено, но немного позже. Так, 31 октября в направлении Лисичанска отправился первый поезд из Киева, и с 1 ноября через станцию вновь курсируют поезда дальнего следования. Это был поезд № 532/531 сообщением Киев — Лисичанск. Позднее, начиная с 16 ноября, до станции был продлен поезд из Харькова № 609/610, который ранее следовал до станции Рубежное.
Начиная с 21 ноября 2014 года все пригородные поезда, следующие через станцию, вновь были полностью отменены. Причина отмены кроется в отсутствии финансирования государственного предприятия «Донецкая железная дорога». Немного позднее, ряд СМИ распространили информацию о возобновлении курсирования пригородных поездов через станцию с 28 ноября, однако на деле этого не произошло — информация оказалась ложной.
29 декабря 2014 года был зарегистрирован законопроект, согласно станция часть инфраструктуры Донецкой железной дороги, которая расположена на подконтрольной Украине территории, временно должна быть передана Приднепровской и Южной железным дорогам. В частности, моторвагонное депо Сватово, на балансе которого находится подвижной состав, совершающий пригородное сообщение через станцию Лисичанск, а также сама станция Лисичанск, должны быть переданы под управление Южной железной дороги.
Несмотря на то, что данное распоряжение не было введено в действие — и станция Лисичанск осталась под управлением ДонЖД, после введения данного распоряжения было введено в действие, пригородное сообщение было возобновлено и начиная с конца января осуществляется в направлении станций Сватово, Купянск-Узловой (через Сватово) и Переездная.
С 31 января 2015 года со станции Лисичанск некоторое время производилась эвакуация жителей с территории зоны боевых действий. .К сожалению, обстановка была напряженной, поэтому Харьковский поезд был отменён, а составность вагонов Киевского поезда была существенно уменьшена — поезд следовал в составности только 11 вагонов вместо 18-и.
С 29 мая, в связи со стабилизацией обстановки, произошло возобновление движения пригородных поездов до станции Попасная. Изначально это была одна пара, но постепенно все поезда стали следовать именно до станции Попасная вместо Переездная.
В летний период 2015 года, в связи со стабилизацией ситуации, пассажиропотоки существенно увеличивались. Это, конечно же, повлияло и на пассажирские перевозки. Весной составность поезда № 532/531 Киев — Лисичанск была увеличена, а с августа восстановлено курсирование поезда № 609/610 в сообщении Харьков —Лисичанск. Результат был успешным, и как результат — уже в октябре была запущена вторая пара поездов Харьков — Лисичанск.
В связи с взрывами боеприпасов на военных складах в городе Сватово 29 октября 2015 года, движение поездов было изменено — пассажирские поезда заходили на станцию с противоположной горловины, и следовали согласно диспетчерскому графику. Такое движение поездов сохранялось примерно неделю. Примечательно, что конечной станцией следования всех поездов была станция Рубежное вместо Лисичанска, хотя поезда также проходили и станцию Лисичанск.
13 декабря 2015 года был введён новый график, согласно которому все поезда стали не временными, а круглогодичными. Так, поезд сообщением Киев — Лисичанск поменял номер с 532/531 на № 134/133, а сами вагоны стали более новыми. Кроме этого, поезда № 409/410 и № 609/610, следующие до Харькова, стали курсировать более удобным графиком.
30 октября 2016 года в расписании поездов дальнего следования назначен сезонный поезд № 234/233 сообщением Лисичанськ — Хмельницький. После анализа пассажиропотока было принято решение оставить поезд в регулярном движении, он переведен в категорию "круглогодичный ежедневный" под № 138/137. 11 марта 2020 года этому поезду было присвоено имя «Максим Яровец» — в память о погибшем на Донбассе лейтенанте Вооружённыхх сил Украины, командире роты 130-го отдельного розведывательного батальйона Максиме Яровце.
10 декабря 2017 г. впервые в истории был назначен пассажирский поезд, который объединил Луганщину и Закарпатье. Скорый поезд № 45/46 сообщениемм Ужгород — Лисичанск имеет один из самых длинных маршрутов в Украине — 1659 км, расстояние от начальной до конечной станции он преодолевает за 31 час 40 минут, останавливается на 45 железнодорожных станциях.
Осенью 2018 года, через станцию было увеличено пассажирское сообщение. В частности, с 30 сентября был запущен поезд № 20/19 сообщением Киев — Лисичанск. Этот поезд стал самым удобным и быстрым, ведь стал преодолевать расстояние до столицы Украины за 12 часов.
28 октября, после перехода на зимнее время, назначен поезд № 139 сообщением Лисичанск — Днепр через Харьков, как удлинённый маршрут бывшего поезда № 609/610 Лисичанск — Харьков. С 18 марта 2020 года курсирование этого поезда было отменено.
19 декабря 2021 года назначен региональный экспресс № 887/888 сообщением Харьков — Попасная. Маршрут осуществляет новый дизель-поезд ДПКр-3, изготовленый на Крюковском вагоностроительном заводе.
24 февраля 2022 года началось новое военное вторжение России на территорию Украины. Российские войска обстреливали инфраструктуру городов Лисичанск, Северодонецк, Рубежное. В связи с этим, «Укрзализныця» назначила эвакуационные поезда со станции Лисичанск в направлении западной части Украины. За день спецпоездами было бесплатно эвакуировано более трёх тысяч жителей Луганщины. Вывоз населения продолжался несколько дней. Во время обстрела российские войска повредили железнодорожную инфраструктуру, поэтому движение пассажирских и пригородных поездов было отменено.

## Пути и платформы
На станции имеются три основные и две дополнительные тупиковые колеи, а также две береговые посадочные платформы.

### Пути
Посадка и высадка из проходящих пассажирских поездов производится на первом и третьем пути. При этом поезда, следующие в направлении станции Переездная, прибывают на первый путь, а поезда, следующие в направлении станции Насветевич — соответственно на третий путь.
Второй путь предназначен для движения грузовых поездов, а также для локомотивов и спецтехники Также до 2012 года этот путь мог использоваться для высадки/посадки пассажиров в случае, если на первый или третий путь принять поезд по техническим причинам было невозможно (например, когда производился ремонт береговой платформы возле первого пути), но в данный момент возле второго пути нет платформы, в связи с чем проделывать данные манёвры невозможно.
На станции длительное время также присутствовал ещё один, четвёртый путь, который был уничтожен в 2012 году. Этот путь использовался в основном для отстоя пассажирских поездов, для которых станция Лисичанск являлась конечной/начальной. Однако начиная с 2004 года такие поезда отсутствовали, в связи с чем путь не использовался. Учитывая, что состоянием на 2012 год введение таких поездов не планировалось, в этом же году он был разобран.
Позднее в 2014 году были введены поезда дальнего следования, для которых станция Лисичанск является конечной и начальной. Отстой таких поездов производится теперь на первом пути. При этом отправление и прибытие таких поездов также осуществляется на первый путь независимо от направления движения.
На станции также имеются два дополнительные тупиковые пути, которые расположены с другой стороны вокзала, и имеют соединение с перегоном только в чётной горловине и предназначены для выполнения различных грузовых операций.

### Платформы
Длительное время на станции были расположены две асфальтные платформы — одна береговая (перед первым путём) и одна островная (между вторым и третьим путями) Длина обеих платформ позволяла принимать пассажирские поезда, состоящие из 18-и вагонов. Но ширина островной платформы была значительно меньше, чем береговой.
В 2009 году на первой (береговой) платформе вместо асфальтного покрытия была уложена тротуарная плитка.
После этого Донецкая железная дорога решила модернизировать и вторую (островную) платформу, однако для этого необходимо было её расширить. Однако существующую платформу расширить было невозможно, в связи с чем было принято решение строить новую платформу на месте уничтоженного четвёртого пути. Новая платформа была открыта 2-го сентября 2012 года. Она имеет большую ширину (три метра) и выложена также из тротуарной плитки.
После открытия новой береговой платформы за третьим путём старая островная была разобрана. Но несмотря на то, что новая платформа по техническим характеристикам должна быть более удобной, чем старая островная, такая платформа является крайне неудобной для пассажиров по ряду причин. В частности, учитывая, что к платформам не предусмотрены дополнительные подземные или надземные переходы, посадку на поезд, который прибыл на третий путь, совершить невозможно в случае, если до прибытия поезда пассажир не успел перейти на платформу.
Кроме этого, путь не может использоваться для отстоя пассажирских поездов. В связи с этим отстой пассажирских поездов производится именно на первом пути. Это также крайне неудобно для пассажиров поскольку в случае, если на отстое находится длинный поезд, а на третий путь прибывает другой поезд, то поезд на отстое перекрывает проход к прибывающему поезду.

## Дальнее следование по станции
Согласно графику движения пассажирских поездов на 2018/2019 года, до станции следуют четыре пассажирских поезда дальнего следования, из которых три — ежедневно, а один — по определённым датам.
Поезд № 138/137 сообщением Хмельницкий — Лисичанск формирования Юго-Западной железной дороги предоставляет, прежде всего, жителям города железнодорожное сообщение со столицей Украины — с городом Киев, а также с другими городами и областными центрами. Обычная составность поезда — 18 вагонов, из которых 12 вагонов — плацкартные (№ 1 — № 6, № 13 — № 18), 5 вагонов — купейные (№ 7, № 8, № 9, № 11, № 12), а также присутствует вагон СВ (№ 10). При этом несмотря на то, что на маршрутных досках указано название поезда «ПОДІЛЛЯ», сам поезд, как и вагоны в нём являются нефирменными.
Поезд № 45/46 сообщением Ужгород — Лисичанск формирования Львовской железной дороги также является ежедневным, и при этом является самым длинным поездом Украины, маршрут которого не выходит за пределы государства. В графике на 2018/2019 год основная длина составов данного поезда — 14 вагонов также разного типа: есть плацкартные (№ 8 — № 14), купейные (№ 1 — № 5, № 7), а также вагон СВ (№ 6). Впрочем, де-факто, как правило, добавляются дополнительные вагоны разных типов, которые принадлежат другим дорогам — Южной и реже — Одесской железным дорогам. В графике этого года все вагоны поезда — нефирменные, хоте ранее часть плацкартных вагонов имели коэффициент фирменности 2-го класса.
Поезд № 140/139 сообщением Лисичанск — Днепр (бывший Днепропетровск) является основным де-факто поездом, который предоставляет железнодорожное сообщение не только в город Днепр (бывший Днепропетровск), но и в город Харьков, так как ранее маршрут поезда был ограничен до Харькова, а корреспонденция по пассажиропотоку показывает, что бо́льшая часть пассажиров едет этим поездом именно до Харькова. В отличие от вышеприведённых поездов, этот поезд является пассажирским, а не скорым, но при этом его маршрутная скорость движения не отличается. В отличие от остальных поездов, данный следует до станции Харьков-Пассажирский более длинным маршрутом через станцию Святогорск. Согласно служебному расписанию — длина поезда составляет 15 вагонов из которых 8 плацкартных (№ 6 — № 13) и 7 купейных (№ 1 — № 5, № 14 — № 15). Впрочем, де-факто в обычные дни количество вагонов в данном поезде, как правило, является меньшим.
Поезд № 20/19 сообщением Киев — Лисичанск является фирменным и самым быстрым. Так, расстояние между станцией Киев-Пассажирский и конечной поезд преодолевает за 12 часов, что быстрее, чем остальные поезда. Составность поезда — до 10 вагонов, из которых один вагон типа СВ, а остальные — купейного типа и плацкарт. Вагоны данного поезда увязаны в общий оборот с поездом № 31/32 Киев — Рига.
С 10 июля 2020 года поезд № 20/19 сообщением Киев — Лисичанск был продлен до станции Попасная.
Согласно графика на 2021/2022 годы, со станции Лисичанск отправлялось 5 пар пассажирских поездов дальнего следования и региональный экспресс. Ними можна доехать до городов: Винница, Киев, Кременчуг, Кропивницкий, Львов, Одесса, Полтава, Сумы, Тернополь, Харьков, Хмельницкий и др.
- Справочное бюро станции Лисичанск: (050) 420-88-76
- Страничка в Фейсбук: Вокзал станции Лисичанск.

| Поезда дальнего следования по станции Лисичанск | Поезда дальнего следования по станции Лисичанск | Поезда дальнего следования по станции Лисичанск                                                      |
| Поезд №                                         | Сообщение                                       | Промежуточные станции                                                                                |
| ----------------------------------------------- | ----------------------------------------------- | --- |
| 19/20 «Ночной экспресс»                         | Попасная — Киев                                 | Рубежное, Кременное, Сватово, Купянск-Узловий, Харьков-Балашовский, Полтава                          |
| 45/46                                           | Лисичанск — Ужгород                             | Харьков-Пассажирский, Сумы, Конотоп, Нежин, Киев-Пассажирский, Коростень, Здолбунов, Львов, Мукачево |
| 89/90                                           | Лисичанск — Одесса                              | Купянск-Узловой, Харьков-Пассажирский, Полтава, Кременчуг, Знамянка, Кропивницкий                    |
| 131/132                                         | Лисичанск — Жмеринка                            | Харьков-Пассажирский, Полтава, Киев-Пассажирский, Винница                                            |
| 137/138 «Максим Яровец»                         | Лисичанск — Хмельницкий                         | Харьков-Пассажирский, Полтава, Киев-Пассажирский, Винница                                            |
| 887/888                                         | Харьков — Попасная                              | Купянск-Узловой, Сватово, Кременное, Рубежное                                                        |

## Пригородное сообщение по станции
Согласно графику движения пригородных поездов на 2018/2019 год, через станцию проходят ежедневно в каждом направлении по пять пар пригородных поездов. Дизеля при этом ходят равномерно в течение суток, в том числе и в ночное время.
В чётном направлении пригородные поезда следуют до станции Попасная в количестве пяти штук, в то время как в нечётном направлении поезда следуют до станции Сватово в таком же количестве.
Один из поездов следует не от станции Сватово, а от станции Купянск-Узловой, проходя при этом через Сватово. В то же время, в обратном направлении чтобы добраться до станции Купянск-Узловой, по станции Сватово нужно делать пересадку. Дизель-поезда являются согласованными.
Ряд пригородных поездов согласован с пассажирскими поездами дальнего следования.
По станциям Купянск-Узловой и Камышеваха пассажиры имеют возможность пересесть на пригородные поезда других направлений.
Все пригородные поезда, следующие через станцию, представлены моделями дизельных поездов Д1, которые обслуживаются моторвагонным депо РПЧ-5 станции Сватово.
| № поезда | Маршрут движения           | № поезда | Маршрут движения   |
| -------- | -------------------------- | -------- | ------------------ |
| 6439     | Сватово — Попасная         | 6440     | Попасная — Сватово |
| 6441     | Сватово — Попасная         | 6442     | Попасная — Сватово |
| 6443     | Сватово — Попасная         | 6444     | Попасная — Сватово |
| 6329     | Купянск-Узловой — Попасная | 6332     | Попасная — Сватово |
| 6447     | Сватово — Попасная         | 6448     | Попасная — Сватово |

## Пересадка на общественный транспорт
В обычном режиме работы станция обслуживает пассажиров, которые являются жителями городов Лисичанск, Северодонецк, а также близлежащих посёлков и сёл.
К вокзалу можно добраться общественным транспортом, а именно: маршрутка №110 «Завод РТИ — центральный рынок — ж.д.вокзал «Лисичанск» и марштутка №113 «Завод «Пролетарий» — центральный рынок — ж.д.вокзал «Лисичанск». От центрального рынка можно спуститься к ж.д.вокзалу пешком по ул. Малиновского (это 15-20 минут ходьбы). Кроме того, курсирует автобус от «Детского мира» Северодонецка до ж.д.вокзала «Лисичанск».
Также пассажиры имеют возможность воспользоваться услугами такси, которые подъезжают на станцию в достаточном количестве во время прибытия/отправления пассажирских поездов дальнего следования.

### Сообщение с городом Луганск
После отмены железнодорожного сообщения со станцией Луганск, находящейся на неподконтрольной Украине территории, станция Лисичанск стала обслуживать не только два близлежащих города, а почти всю Луганскую область. Пассажирскими и пригородными поездами пользуются жители большинства населённых пунктов, расположенных на территории проведения боевых действий. Поэтому было принято решение включить в маршрут автобусов Лисичанск - Луганск заезд на территорию станции Лисичанск во время прибытия поездов дальнего следования. В отличие от маршрутки в направлении центра Лисичанска, количество автобусов до Луганска является достаточным для вывоза всех пассажиров, следующих в Луганск.
6 января автобусное сообщение от ж.д.вокзала "Лисичанск" в г.Луганск было прекращено, в связи с запретом регулярного транспортного сообщения на неподконтрольные Украине территории, в том числе на территорию так называемой ЛНР.

## Фотогалерея

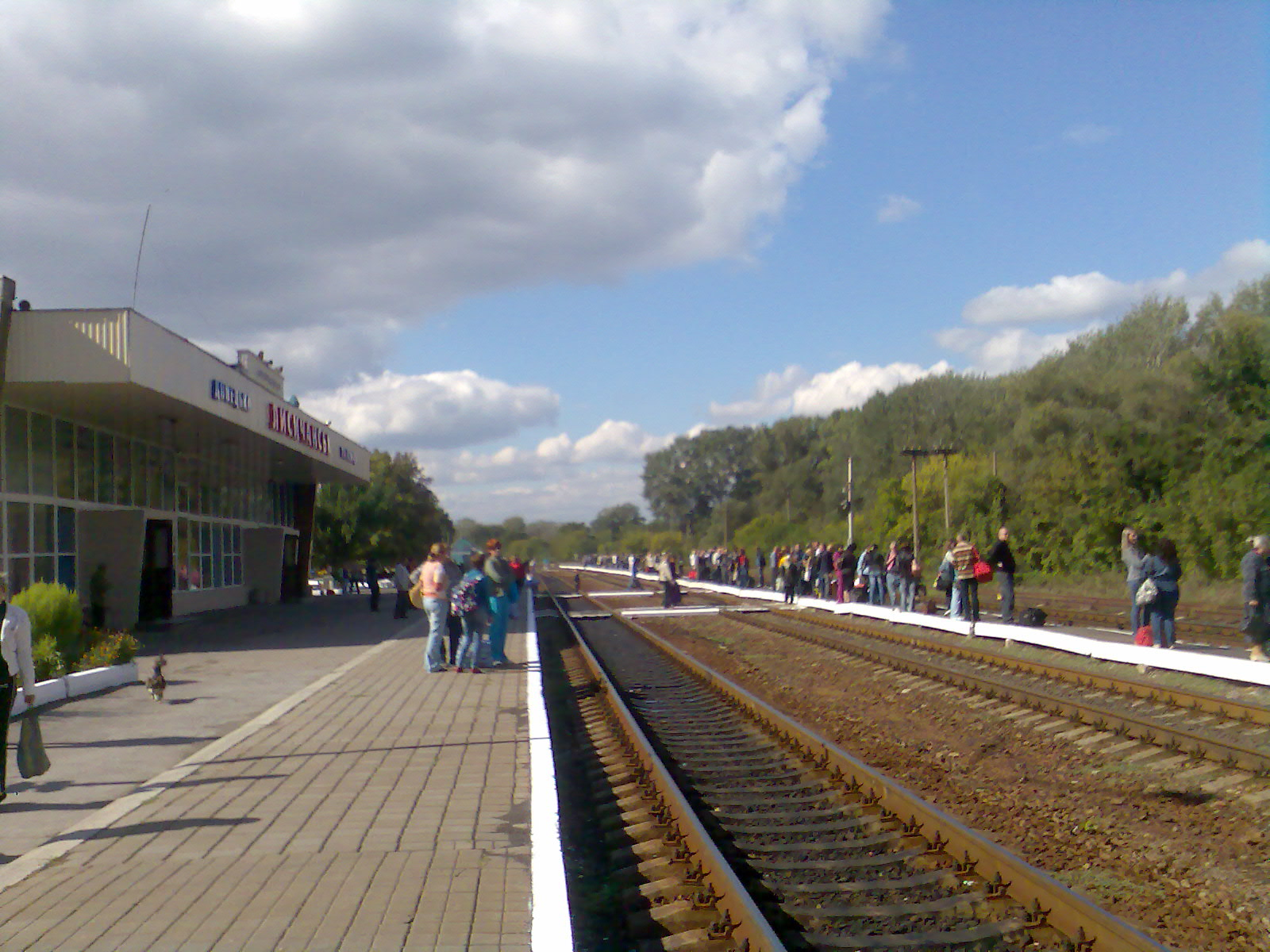
В ожидании поезда
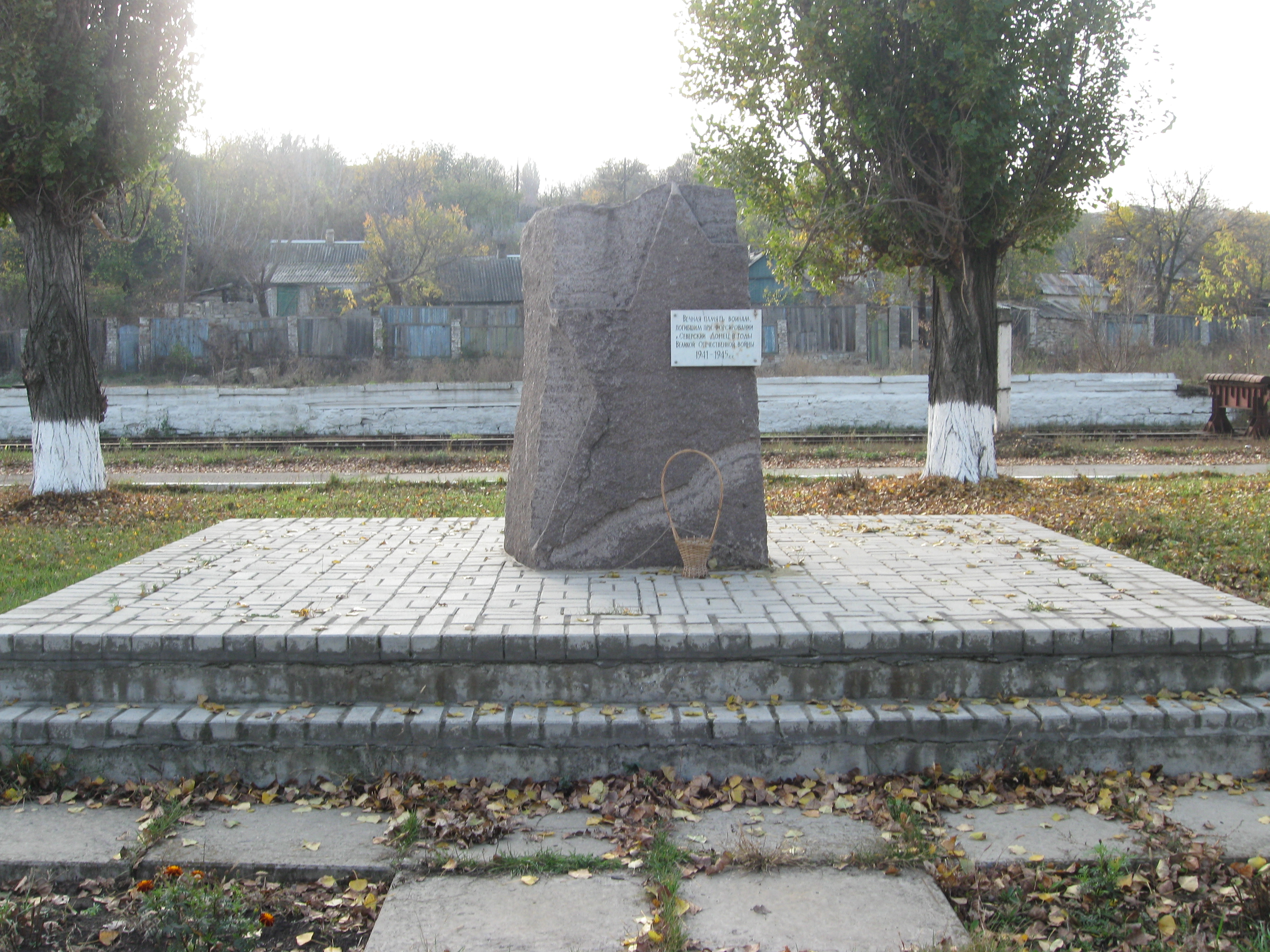
Памятник воинам Второй мировой войны на территории станции